# Опатија Адмонт
Опатија Адмонт (нем. Stift Admont) је бенедиктински манастир који се налази на реци Енс у граду Адмонт у Аустрији. Најстарији преостали манастир у Штајерској, опатија Адмонт садржи највећу монашку библиотеку на свету, као и давно успостављену научну збирку. Познат је по својој барокној архитектури, уметности и рукописима.
Локација опатије је на границама планинског Националног парка Гезејзе (име Адмонт потиче од латинског израза "ad montes", "на планинама") и необичне је лепоте.

## Историја
Опатију Адмонт, посвећену Светом Влаху, основао је 1074. надбискуп Гебхард из Салзбурка са заоставштином покојне свете Еме Кршке, која је 1043. године поклонила земљу епископу Балдуину Салцбуршком, а населили су је монаси из опатије Светог Петра у Салзбургу под опатом Изингрином. Други опат, Гиселберт, наводно је овде увео клунијачке реформе. Још један од раних игумана, Волфхолд, основао је самостан за образовање девојака из племићке породице, и од тада је образовна традиција остала јака. Манастир је напредовао током средњег века и поседовао је продуктиван скрипторијум. Опат Енгелберт од Адмонта (1297–1327) био је познати научник и аутор многих дела. Адмонтови преписивачи били су међу најзначајнијим у средњовековној Европи.
Ратови против Турака и реформације (игуман Валентин је био приморан да поднесе оставку због својих реформаторских ставова) изазвали су дуготрајно опадање, али са Контрареформацијом опатија је поново процветала. Поред средње школе, која се касније преселила у Јуденбург, постојали су теолошки и филозофски факултети. Опат Алберт фон Мухар је био познат као историчар и предавао је на Универзитету у Грацу.
У 17. и 18. веку, опатија је достигла врхунац уметничке продуктивности, са делима светски познатог црквеног везиља брата Бено Хана (1631–1720) и вајара Јозефа Штамела.
27. априла 1865. године катастрофалан пожарnуништио је скоро цео манастир. Док је манастирска архива горела, библиотека је могла да се спасе. Реконструкција је почела следеће године, али још увек није била завршена до 1890. године.
Економска криза 1930-их приморала је опатију да распрода многа своја уметничка блага, а током периода националсоцијалистичке власти манастир је распуштен, а монаси исељени. Успели су да се врате 1946. године и опатија је данас поново успешна бенедиктинска заједница.
Од 1641. године опатија је била члан Салцбуршке конгрегације, која је 1930. године спојена у садашњу аустријску конгрегацију Бенедиктинске конфедерације.

## Опатијска црква
Садашњу цркву је пројектовао архитекта Wilhelm Bücher да замени бившу цркву након пожара 1865. Инспирисана је Регензбуршком катедралом и била је прва сакрална грађевина у Аустрији у неоготичком стилу. Укључује романичка бочна врата из 12. века. Две западне куле су високе 67 метара, а на фасади се налазе ликови Светог Бенедикта и Свете Шоластике. На врху западних врата налази се лик заштитника цркве, Светог Влаха.
Унутрашњост се састоји од централног и два бочна брода, од којих је по пет бочних капела и шест олтара. Слика на олтару Марије, Maria Immaculata, аутора Martino Altomonte (1657–1745), окружена је са 15 Стамелових изрезбарених медаљона тајни бројанице. Оба уметничка дела настала су 1726. године и преживела су пожар 1856. године.
У бочној капели налази се чувени Адмонтов креветић. Отворена је за разгледање од 25. децембра до 2. фебруара. Готичко распеће испод тријумфалног лука из 1518. приписује се аутору званом Johann Meinrad Guggenbichler.

## Данашњица
Заједницу у Адмонту чини преко 27 монаха под вођством опата Бруна Хубла. Опатија је одговорна за 27 парохија, води средњу школу са око 600 ученика и старачки дом у Фрауенбергу. Њена различита предузећа запошљавају око 500 људи, а такође управља музејима и збиркама које су детаљно описане у наставку.

## Библиотека
Библиотечка сала, изграђена 1776. године по пројекту архитекте Џозефа Хубера, дуга је 70 метара, широка 14 и висока 13 метара и највећа је манастирска библиотека на свету, а урађена је у каснобарокном стилу. Садржи 70.000 томова целокупног манастирског фундуса од 200.000 томова. Плафон се састоји од седам купола, украшених фрескама Bartolomeo Altomonte које приказују фазе људског знања до врхунца Божанског Откровења. Светлост обезбеђује 48 прозора и одражава се у оригиналној шеми боја златне и беле. Архитектура и дизајн изражавају идеале просветитељства, против којих скулптуре Џозефа Стамела из „Четири последње ствари“ чине упечатљив контраст.
Опатија поседује преко 1.400 рукописа из 8. века и књигама из 16. века, од којих су најстарији, из опатије Светог Петра у Салзбургу, дар оснивача, надбискупа Гебхарда, и пратили су прве монахе који су се овде населили, као и преко 900 инкунабула - најстаријих штампаних књига.

## Музеји
Од барокног периода игумани су нагомилали збирку „занимљивости“ и научних примерака разних врста, који су у потпуности уништени у пожару 1865. године. У оквиру реконструкције отац Gabriel Strobl је одлучио да замени изгубљене збирке и тако формира језгро савремених музеја. Отац Gabriel Strobl је и сам био ботаничар, али је такође радио на изградњи колекције инсеката, толико да је постао један од великих ентомолога свог времена. Природњачки музеј сада садржи преко 250.000 примерака инсеката, укључујући једну од три највеће колекције мува, или Диптера, у Европи. Формиране су и друге колекције, на пример, минерала и стена, као и егзотичних врста.
У опатији се налазе и две велике уметничке колекције историјске и модерне уметности. Збирку историјске уметности је 1959. године започео отац Adalbert Krause, а значајно је увећана од 1980. године. Данашњи музеј је отворен 2003. године. Збирка посебно садржи црквену уметност, а садржи, на пример, многа дела црквеног веза чувеног мајстора Беноа.
Од 1997. године опатија такође гради колекцију савремене уметности, коју су углавном производили млади аустријски уметници и често посебно дизајнирану за просторије опатије.